# Symfoni nr 3 (Brahms)
Johannes Brahms tredje symfoni (Opus 90) består av följande satser:
1. Allegro con brio
2. Andante
3. Poco Allegretto
4. Allegro

Symfonins grundtonart är F-dur, men dess andra och tredje sats går i C-dur respektive C-moll. På en CD-inspelning med The London Philharmonic under Wolfgang Sawallisch är satserna 13.46, 9.18, 6.31 respektive 9.05 långa. Denna, kompositörens näst sista symfoni, skrevs 1883.